# Дивоптах-білозір золотоспинний
Дивоптах-білозір золотоспинний (Cicinnurus magnificus) — вид горобцеподібних птахів родини дивоптахових (Paradisaeidae).

## Поширення
Вид поширений в Новій Гвінеї, а також на островах Япен і Салаваті. Ареал дуже фрагментарний. Місце проживання цих птахів складають ділянки горбистих і передгірних дощових лісів, рідше трапляється у низинних лісах, від рівня моря до 1800 м над рівнем моря.

## Опис
Тіло завдовжки до 19 см (самці з хвостовим пір'ям досягають 26 см), вага 52-119 г. У виду спостерігається чіткий статевий диморфізм. Самиця має сіро-коричневі верхні частини тіла і сірувато-білі нижні частини з поодинокими пір'їнами, окантованими темно-коричневим кольором, щоб надає хвилястий вигляд на череві. Самці мають лице, горло, живіт та хвіст чорного кольору, маківка та щоки коричневі, груди та боки блискучо зелені, спина червонувата, круп та махові пера жовті. На крупі пір'я подовжене та утворює накидку, а дві центральні видовжені пір'їни хвоста розходяться і скручуються назовні. У обох статей очі карі, оголена ділянка синюшної шкіри навколо очей утворює маску, а ноги та дзьоб мають сірого кольору.

## Спосіб життя
Птах живе під пологом лісу. Трапляється поодинці. Живиться плодами дерев, зрідка урізноманітнює раціон комахами та іншими дрібними безхребетними. Ці птахи не мають чітко визначеного періоду розмноження, але можуть розмножуватися протягом усього року. Самці намагаються залучити якомога більше самиць для спарювання, виконуючи шлюбні танці на спеціально підібраних і обережно очищених гілках, на яких вони стрибають туди-сюди, піднімаючи спинну накидку та надуваючи грудні пір'я, махаючи вперед-назад ногами і довгими ниткоподібним пір'ям хвоста. Після спарювання самець не цікавиться потомством. Самиця сама піклується про будівництво гнізда, висиджування яєць та вирощування пташенят. Вона відкладає два яйця. Інкубація триває 18-19 днів. Пташенята стають самостійними через 17-19 днів після вилуплення.

## Підвиди
- Cicinnurus magnificus magnificus — номінальний підвид, поширений в Іріан-Джая та на Салаваті;
- Cicinnurus magnificus chrysopterus Elliot, 1873 — поширений на Япені та вздовж північного узбережжя Нової Гвінеї, від східного узбережжя затоки Чендравасіх до гирла річки Сепік;
- Cicinnurus magnificus hunsteini Meyer, 1885 — поширений на півострові Гуон, в горах Оуен-Стенлі та в басейні річки Флай.